# Pharangitis spathias
Pharangitis spathias är en fjärilsart som beskrevs av Edward Meyrick 1905. Pharangitis spathias ingår i släktet Pharangitis och familjen stävmalar. Inga underarter finns listade i Catalogue of Life.